# Neubaufahrzeug
Panzerkampfwagen Neubaufahrzeug, kort PzKpfw Nb.Fz. (tyska för "Stridsvagn Nykonstruktionsfarkost"), var en Nazitysk medeltung stridsvagnsmodell som byggdes i en mindre provserie åren 1934-1935 för att erhålla erfarenhet till nästa generation av tyska stridsvagnar. Provserien byggdes för att komma ikapp pansarutvecklingen sedan Versaillesfördraget från första världskriget, vilken hade förhindrat Tyskland från att utveckla och använda stridsvagnar. För att kringgå förbudet utvecklades stridsvagnarna bland annat under svensk täckmantel genom företaget Bofors och utprovades i Sovjetunionen. Namnet valdes för att dölja projektets karaktär. Även beteckningarna Landwirtschaftlicher Schlepper ("släpfordon för jordbruket", LaS) och Großtraktor ("stortraktor") användes.

## Varianter
- Neubaufahrzeug Ausführung A (utförande A) – tornkonstruktion från Rheinmetall
- Neubaufahrzeug Ausführung B (utförande B) – tornkonstruktion från Krupp